# Erebochlora cacotrocha
Erebochlora cacotrocha är en fjärilsart som beskrevs av Louis Beethoven Prout 1929. Erebochlora cacotrocha ingår i släktet Erebochlora och familjen mätare. Inga underarter finns listade i Catalogue of Life.